# Puppenmuseum Blons

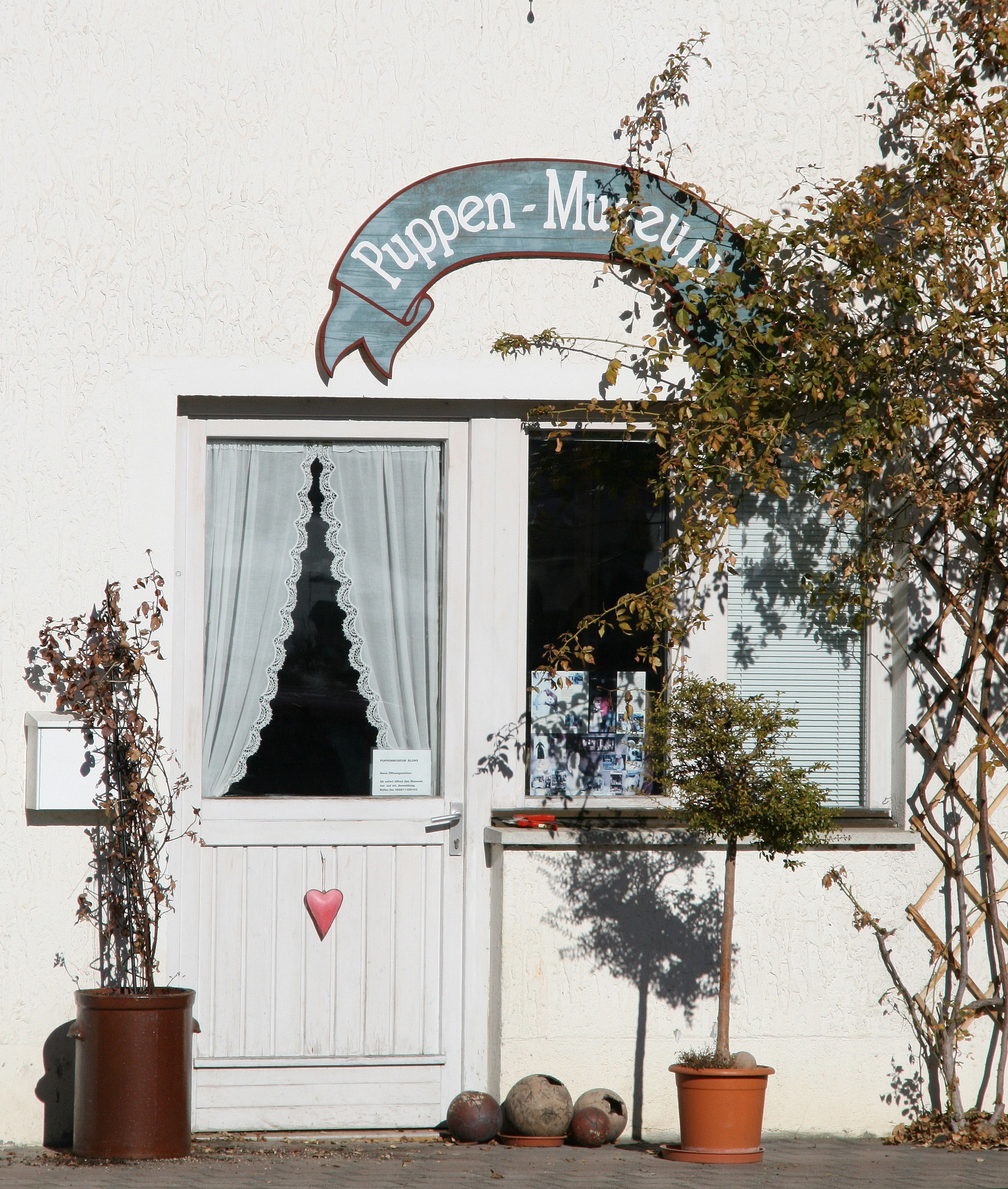
Puppenmuseum Blons

Das Puppenmuseum Blons ist ein Puppen- und Spielzeugmuseum in Blons im österreichischen Vorarlberg.

## Geschichte
Das Puppenmuseum Blons eröffnete 1997 als das erste seiner Art in Vorarlberg. Zahlreiche Puppen stammen aus dem Nachlass des Unternehmens L. & R. Baitz Nachfolger, sog. Baitzpuppen, die ihren Namen von der Künstlerin und Unternehmerin Lilli Baitz haben. Leiterin des Puppenmuseum Blons ist Marlies Jenny-Bruggmüller. Die Puppen- und Spielzeugsammlung wird seither durch private Spenden vergrößert.

## Sammlung
Das Puppenmuseum Blons bietet eine umfangreiche Puppen- und Spielzeugsammlung und zeigt die historische Entwicklung und Geschichte der Puppen als Sammlerstück und Spielzeug. Das älteste Stück stammt aus dem Jahr 1860. Im Museum werden Puppen aus Holz, Pappmaché, Stoff, Porzellan, Celluloid und Blech ausgestellt, genauso wie Kaufläden, Puppenstuben, Puppenküchen, Schaukelpferde, Teddybären, Spiele, Kinderbücher und Kasperltheater. Die Ausstellungsstücke sind Zeugnisse früherer Wohnkultur und Spielzeuggeschichte. Besichtigt werden können unter anderem verschiedene Baitzpuppen mit Trachtenmoden.